# Chevrolet Serie H
La Serie H è una serie di autovetture mid-size che sono state prodotte dalla Chevrolet dal 1914 al 1922.

## Il contesto
Il primo modello prodotto in seno alla Serie H, la Baby Grand Touring, fu la prima autovettura assemblata dalla Chevrolet grazie alla supervisione, durante la fase di progettazione, di Billy Durant e Louis Chevrolet. L'intenzione era di competere con la popolare ed economica Ford Model T. Quando fu introdotta sul mercato, la Baby Grand era in vendita a 875 dollari, ed era offerta con carrozzeria torpedo cinque porte e quattro posti. Una Model T torpedo del 1914 costava invece 500 dollari. Sulla Baby Grand, il tachimetro era offerto tra l'equipaggiamento di serie. Uno dei vantaggi di avere una Baby Grand era quella che quest'ultima, a differenza della Model T, possedeva l'avviamento elettrico. La Model T, infatti, lo ebbe in dotazione solo nel 1919.
Della Serie H facevano parte la Royal Mail Roadster, la Baby Grand Touring e la Amesbury Special, che avevano una carrozzeria, rispettivamente, roadster, torpedo e roadster speciale. I corpi vettura erano contraddistinti da tre sigle: la roadster era chiamata H-2, la roadster special H-3 e la torpedo H-4. Nel 1918, in occasione del lancio della versione berlina, queste denominazioni furono eliminate.

## La vettura
Il primo modello che venne lanciato sul mercato fu la Baby Grand, che era caratterizzata dall'avere una carrozzeria torpedo cinque posti.
Nel 1915 alla Grand Baby venne allungato il passo e fu dotata di freni più grandi. La novità più importante fu che dall'anno in questione, l'avviamento elettrico era tra l'equipaggiamento standard. Nel 1915 furono lanciate sul mercato la H-2 roadster due posti, che prese il nome di Royal Mail, e la H-3 roadster speciale a tre posti, che fu denominata Amesbury. Le H-2 e H-3 inizialmente avevano un passo di 102 pollici, mentre la H-4 di 106 pollici (104 pollici nel 1914).
Nel 1916, i modelli della Serie H furono portati a un livello superiore. Ciò fu causato dall'introduzione della Serie 490, che con il suo prezzo di 490 dollari, fu chiamata a competere con la Ford Model T. Nell'anno in questione, il motore installato fu un propulsore in linea a quattro cilindri da 2,8 L di cilindrata e 26 CV di potenza. Il cambio era a tre rapporti. Il motore era montato anteriormente, mentre la trazione era posteriore.
Nel 1917 il passo fu portato a 108 pollici. Nel 1918 venne aggiunta la versione berlina, e i nomi Royal Mail, Amesbury e Baby Grand furono eliminati.